# Boston Celtics 2001-2002
La stagione 2001-02 dei Boston Celtics fu la 56ª nella NBA per la franchigia.
I Boston Celtics arrivarono secondi nella Atlantic Division della Eastern Conference con un record di 49-33. Nei play-off vinsero il primo turno con i Philadelphia 76ers (3-2), la semifinale di conference con i Detroit Pistons (4-1), perdendo poi la finale di conference con i New Jersey Nets (4-2).

## Regular season
| Squadra            | V  | P  | %    | GB |
| ------------------ | -- | -- | ---- | -- |
| New Jersey Nets    | 52 | 30 | 63,4 | -  |
| Boston Celtics     | 49 | 33 | 59,8 | 3  |
| Orlando Magic      | 44 | 38 | 53,7 | 8  |
| Philadelphia 76ers | 43 | 39 | 52,4 | 9  |
| Washington Wizards | 37 | 45 | 45,1 | 15 |
| Miami Heat         | 36 | 46 | 43,9 | 16 |
| New York Knicks    | 30 | 52 | 36,6 | 22 |

## Roster
|    | Naz.                   | Ruolo | Sportivo          | Anno | Alt. | Peso |
| -- | ---------------------- | ----- | ----------------- | ---- | ---- | ---- |
| 0  | Stati Uniti (bandiera) | A     | Walter McCarty    | 1974 | 208  | 104  |
| 4  | Stati Uniti (bandiera) | AC    | Tony Battie       | 1976 | 211  | 104  |
| 7  | Stati Uniti (bandiera) | G     | Kenny Anderson    | 1970 | 183  | 76   |
| 8  | Stati Uniti (bandiera) | A     | Antoine Walker    | 1976 | 203  | 102  |
| 9  | Belize (bandiera)      | G     | Milt Palacio      | 1978 | 191  | 88   |
| 11 | Stati Uniti (bandiera) | G     | Randy Brown       | 1968 | 188  | 86   |
| 20 | Stati Uniti (bandiera) | G     | Erick Strickland  | 1973 | 191  | 95   |
| 28 | Stati Uniti (bandiera) | G     | Tony Delk         | 1974 | 185  | 86   |
| 30 | Stati Uniti (bandiera) | C     | Mark Blount       | 1975 | 213  | 104  |
| 31 | Stati Uniti (bandiera) | G     | Joe Johnson       | 1981 | 203  | 102  |
| 34 | Stati Uniti (bandiera) | A     | Paul Pierce       | 1977 | 198  | 104  |
| 40 | Stati Uniti (bandiera) | G     | Joseph Forte      | 1981 | 193  | 88   |
| 42 | Stati Uniti (bandiera) | G     | Kedrick Brown     | 1981 | 201  | 101  |
| 52 | Ucraina (bandiera)     | C     | Vitalij Potapenko | 1975 | 208  | 127  |
| 54 | Stati Uniti (bandiera) | A     | Rodney Rogers     | 1971 | 201  | 107  |
| 55 | Stati Uniti (bandiera) | A     | Eric Williams     | 1972 | 203  | 100  |

## Staff tecnico
- Allenatore: Jim O'Brien
- Vice-allenatori: Lester Conner, John Carroll, Dick Harter, Frank Vogel
- Preparatore atletico: Ed Lacerte